# 수용소 군도

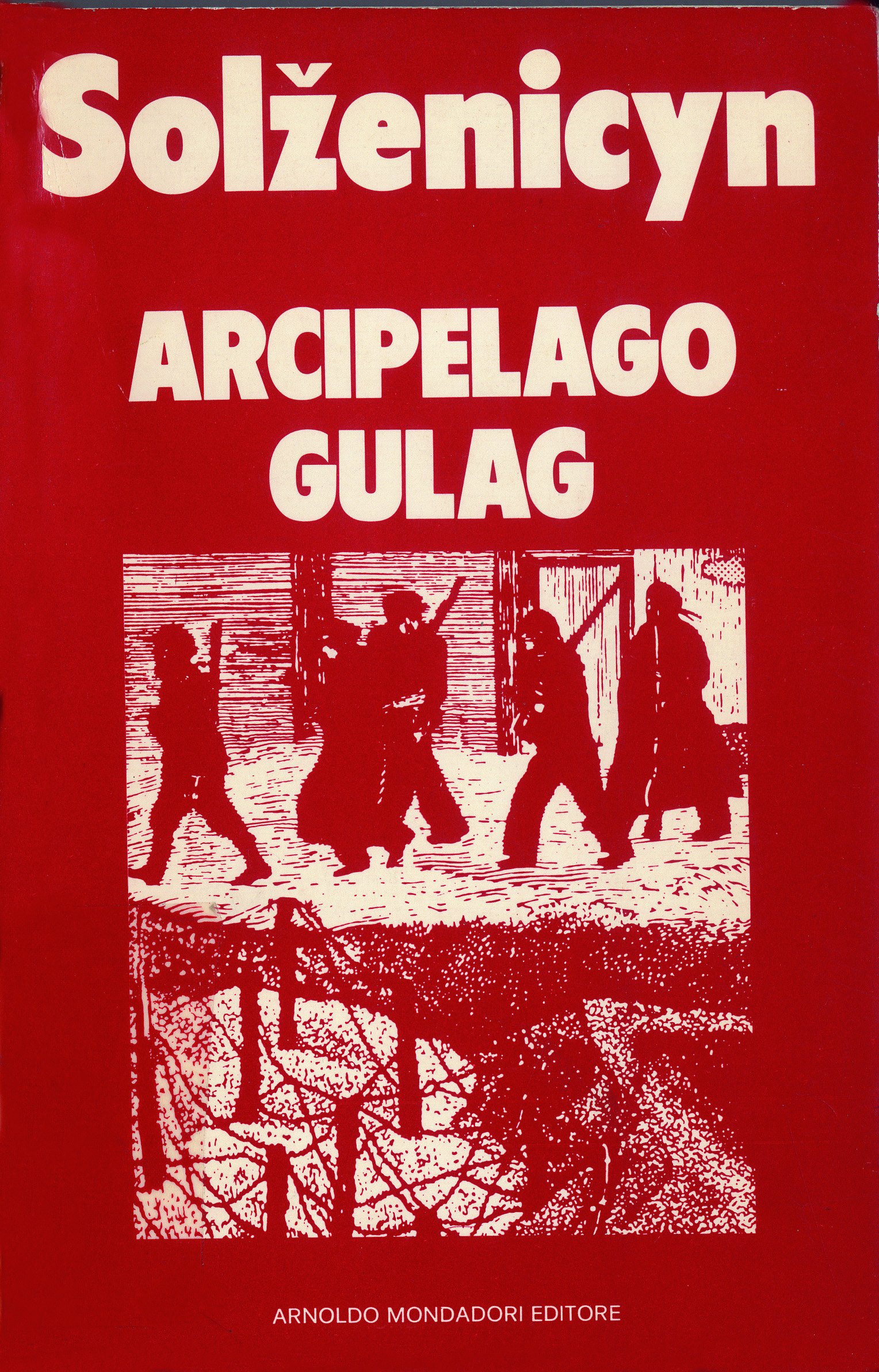

수용소 군도(收容所 群島, 러시아어: Архипелаг ГУЛАГ)는 알렉산드르 솔제니친이 1973년부터 1978년에 걸쳐 소련의 강제 수용소에 대해 쓴 책이다. 솔제니친은 이 책의 출간을 계기로 소련에서 추방되었으며, 이후 2, 3부를 외국에서 출간하게 되었다.
이 책은 7개의 장과 3권으로 나와있다. 그 중 1권은 1부에서 2부를, 2권은 3부에서 4부, 3권은 5부에서 7부를 담고 있다. 1부는 소련 강제수용소의 역사를, 1918년 10월 혁명에서부터 강제수용소가 생기기까지의 역사를 그렸으며, 대숙청의 과정과 모스크바 각본 재판을 다루면서 강제수용소가 어떻게 체계화되고 관료화되는지를 묘사한다.
소련에서는 1990년 최초로 출판되었으며, 문학 잡지였던 노비 미르에 처음 실렸다. 이후 2009년에는 러시아 고등학교 교과서 과정에 실리기도 하였다.

## 같이 보기
- 블랙 사이트
- 사회주의법
- 르 몽드가 선정한 세기의 도서 100권